# 段玉裁
段 玉裁（だん ぎょくさい、雍正13年（1735年） - 嘉慶20年9月8日（1815年10月10日））は、中国清代中期の考証学者。字は若膺（じゃくよう）。号は「懋堂」・「茂堂」（ぼうどう）。『説文解字』の解釈に金字塔を打ち立てた人物として広く知られる。詩人・公羊学者として有名な龔自珍は外孫に当たる。

## 経歴
1735年、鎮江府金壇県生まれ。26歳のとき挙人（それぞれの郷里における科挙受験資格試験合格者）となったが、会試（都における二次試験）に及第することはついになかった。
玉屏県知県、巫山県知県となる。30代の終わりごろ、四川省西北部で金川というチベット系部族の反乱が勃発、清朝廷はすぐさま鎮圧に乗り出した。折しもこのとき、段玉裁は争乱地帯における軍事補給基地の責任者であり、鎮圧部隊の督励に当たったが、その一方で暮夜ひそかに『六書音均表』の草稿に手を入れていたという話である。その後46歳のときに職を辞して故郷に帰り、以後は自らの専門研究に従事した。

## 音韻研究
29歳のとき12歳年上の考証家戴震の知遇を得て、その門下に入った。戴震は地理・数学・音韻に長じていたが、段玉裁は特に音韻学においてその薫陶を受け、自らは『詩経』に見える押韻に着目した。『詩経』の押韻は、後世、中国語の変化とともに不分明になり、後世の音韻と不整合を生ずるものとなっていたが、古く宋代の朱熹らはこれを叶韻によって処理していた。叶韻とは、『詩経』『楚辞』などの古い韻文文学で、韻字が後世の音韻に合わないとき、発音それ自体を改変して後世の韻に合わせてしまうことをいう。しかし、このような牽強な解釈に後の学者たちは疑念を抱き、古い時代には後の世とは異なる韻が存在していたはずであると、明末の陳第が『毛詩古音考』を、また清初の顧炎武が「顧氏十部表」（音学五書の五『古音表』のこと）を発表して、古代音韻の世界にも漸く新たな地平が開拓されていった。段玉裁はこれら先学の遺業を受け継ぎ、彼独自の方法論で『詩経』当時の音価を推定して17の韻目に整理していった。そしてその成果が41歳のとき、『六書音均表』として完成されたのである。

## 説文解字注
- 『六書音韻表』を公刊後は、段玉裁の研究は『尚書』『周礼』『詩経』などの経文解釈に注がれた。
- 最大の業績が後漢の許慎が著した『説文解字』に対する注解である。『説文解字注』は『六書音均表』と相互に関連付けられるように執筆がなされた。

### 日本語文献
- 『訓読 説文解字注』 尾崎雄二郎編訳。訳者による「読み下し」による訳文、補注での「注解」。
  - 東海大学古典叢書・東海大学出版会、1981年-1993年。5巻目まで刊行（全8巻予定）。
- 高橋由利子 『説文解字の基礎的研究　段玉裁の説文学』（六甲出版、1996年）、
- 近藤光男 『清朝考証學の研究』（研文出版、1987年）。「段玉裁の学問」を収録

## 著書
- 『六書音均表』
- 『古文尚書撰異』
- 『詩経小学』
- 『毛詩故訓伝定本小箋』
- 『周礼漢読考』
- 『説文解字注』